# Physalis campechiana
Physalis campechiana es una especie de planta herbácea de la familia de las solanáceas. Physalis melanocystis (B.L.Rob.) Bitter (aparentemente del sur de México a Costa Rica) es muy similar pero le falta los tricomas dendriticos.

## Descripción
Son arbustos, que alcanzan un tamaño de hasta 2 m de alto; los tallos erectos, teretes, tallos y pedicelos con tricomas multicelulares simples, bifurcados y dendriticos con pocas ramas. Las hojas son ovadas a rómbico-ovadas, de 5—12 cm de largo, el ápice acuminado u agudo, base atenuada y decurrente, enteras o sinuado-dentadas, el envés con tricomas multicelulares simples, bifurcados y dendriticos; pecíolos de 1—4 cm de largo. Las flores en fascículos de 2—8, pedicelos 5—12 mm de largo; el cáliz cupuliforme con base truncada, de 4.5—7 mm de largo, lobado ca 1/2 de su longitud, lobos ovados, por fuera con tricomas multicelulares simples y bifurcados; la corola campanulada, de 10—12 mm de diámetro, amarilla-verde con manchas obscuras basales, lobos de 3—5 mm de largo; las anteras de 3.5—4 mm de largo, amarillas. El fruto es una baya de 7—11 mm de diámetro, el cáliz hinchado, redondeado, de 23—35 mm de largo, con tricomas multicelulares simples y bifurcados, las semillas de 1.4—1.6 mm de diámetro.

## Distribución y hábitat
Es una especie rara que se encuentra en los bosques secos, en las zonas del Océano Pacífico y norcentral; a una altitud de 100—1250 metros, en México, Guatemala y Nicaragua. 

## Taxonomía
Physalis campechiana fue descrita por Linneo y publicado en Systema Naturae, Editio Decima 933, en el año 1759.
Sinonimia
- Physalis arborescens L.[1][2]